# Australisch porseleinhoen
Het Australisch porseleinhoen (Porzana fluminea) is een vogel uit de familie van rallen (Rallidae).

## Verspreiding en leefgebied
Deze soort komt voor in zuidoostelijk en zuidwestelijk Australië en Tasmanië.